# The Journey Goes On
The Journey Goes On è l'ottavo album dei Praying Mantis, pubblicato nel 2003.

## Tracce
1. Tonight [John Sloman - voce] - 6:30
2. The Escape [Doogie White - voce] - 6:40
3. The Journey Goes On [Chris Troy, Tino Troy & Dennis Stratton - voce] - 6:00
4. Silent War [Doogie White - voce] - 4:22
5. Beast Within [John Sloman - voce] - 5:17
6. Hold On To Love [Doogie White - voce] - 5:13
7. If Tomorrow Never Comes [Chris Troy - voce] - 6:39
8. Lost World [Doogie White - voce] - 4:56
9. The Voice [John Sloman - voce] - 5:48
10. Naked (versione ri-registrata del 2003) [Doogie White - voce] - 8:10